# Centro Cultural Metropolitano (Quito)
El Centro Cultural Metropolitano es una institución de carácter cultural de la ciudad de Quito, capital de Ecuador. Su sede principal se encuentra ubicada en el centro histórico de la urbe, en uno de los varios edificios monumentales que le valieron el título de primer patrimonio de la humanidad, por la UNESCO en 1978. Su accionar guarda coherencia con los ejes y políticas culturales del Plan Metropolitano de Desarrollo 2012 – 2022 en el cual se establece que:
Quito es patrimonio mundial de la humanidad y en esa medida tiene una historia, una tradición, unas culturas, milenarias y modernas, que dan cuenta de su diversidad y su riqueza. Por ello en ese eje, se establecen los retos para fortalecer la identidad quiteña en la diversidad y garantizar una activa vida cultural que permite la recreación constante de los elementos que componen el patrimonio tangible e intangible.
La institución está adscrita a la Secretaría de Cultura del Municipio de Quito, y administra los siguientes espacios:
- Centro Cultural Metropolitano, integrado por el Museo Alberto Mena Caamaño y la Biblioteca Federico González Suárez.
- Centro Cultural Itchimbía, destinado principalmente a la realización de exposiciones temáticas y artísticas, y a espectáculos escénico musicales
- Casa de Artes La Ronda, destinada a exposiciones de artistas emergentes  y de mediana trayectoria

## Sede principal

### Historia del edificio

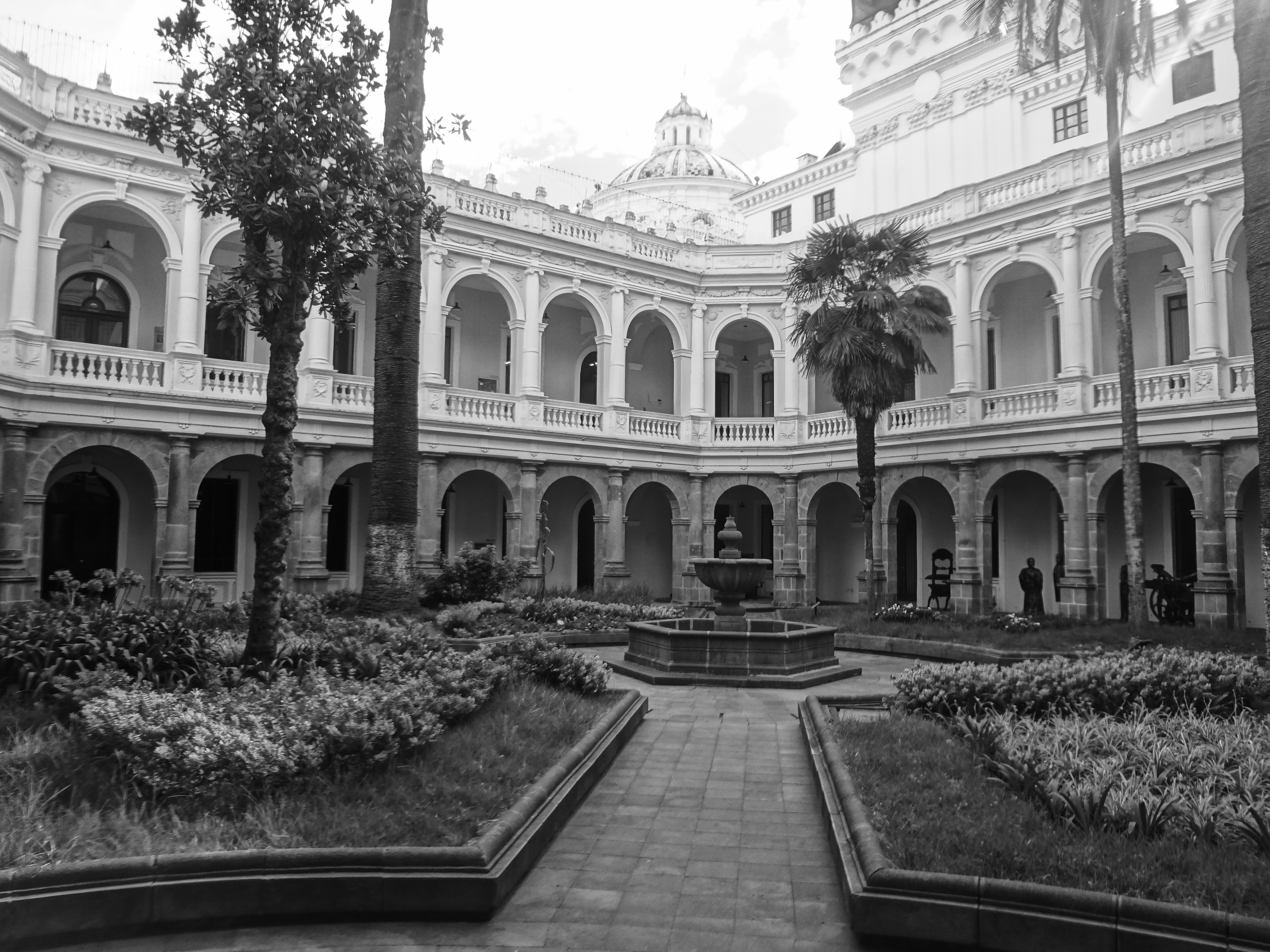
Patio sur del edificio, alrededor del que funciona el fondo bibliográfico histórico.

Los terrenos donde hoy se encuentra ubicado el Centro Cultural Metropolitano pertenecieron a la orden de la Compañía de Jesús desde la fundación de la ciudad, misma que en el año 1622 construyó allí la Universidad San Gregorio Magno. Cuando los jesuitas fueron expulsados de los territorios en 1767, la universidad pasó a manos de la corona española, que la fusionó con la de los dominicos bajo el nombre de Real Universidad Pública de Santo Tomás de Aquino.
Tras la independencia, en 1826 el Congreso de Cundinamarca resuelve la creación de la Universidad Central del Departamento de Quito, ocupando para ello el mismo edificio colonial de la Universidad Real. Ya como República del Ecuador, la universidad pasó a convertirse en lo que hoy conocemos como Universidad Central del Ecuador, en 1836.
En este histórico edificio se dieron las reuniones de la Escuela de la Concordia, en la que el patriota Eugenio Espejo plantaría los ideales libertarios de la futura nación ecuatoriana que desencadenarían el primer grito de independencia, en 1809. Además, en sus salones y laboratorios se instaló y trabajó la Misión Geodésica que trazó y definió la línea equinoccial. Finalmente, el 13 de mayo de 1830, en su aula magna se firmó el Acta de Separación de la Gran Colombia, mediante la cual se constituía el nuevo estado de Ecuador.
En 1914 el Congreso Nacional, que ocupaba el ala norte de este vetusto edificio colonial, organizó un concurso para su rediseño en el que el arquitecto quiteño Francisco Espinosa Acevedo obtuvo el primer lugar. Durante esta proceso se incluyó además el cuartel de artillería, mismo que había sido el Real Cuartel de Lima durante la dominación española. La construcción inició en noviembre de 1915, pero debido a fallas en el presupuesto asignado, debió avanzar lentamente. En 1929 un incendio destruyó el tercer piso y sus gabinetes científicos, por lo que el dinero asignado para culminar la obra debió emplearse en su reconstrucción total.
En 1945 la Universidad Central abandona el edificio y se traslada a la moderna ciudadela universitaria, en Miraflores. El 21 de abril de ese mismo año el edificio es entregado al Municipio en compensación por los terrenos expropiados a este para la construcción de la nueva sede universitaria.
Cerca de 1960, cuando se derribó el antiguo Palacio Municipal para construir el actual, el antiguo edificio de la Universidad fue ocupado como sede provisional del Municipio y el Consejo de la ciudad; aunque para 1994 ya se encontraban entre sus paredes únicamente oficinas de dependencias culturales de la institución.
Entre 1997 y 2000 se recuperó íntegramente el edificio, regresando a las disposiciones espaciales originales del diseño de Espinosa Acevedo, además se creó un espacio moderno en el antiguo paraninfo de la universidad, convirtiéndolo en la Biblioteca Leonidas Batallas, principal fondo público de consulta del cabildo capitalino. Se destinó el ala sur para los fondos históricos de la Biblioteca Gonzáles Suárez, así como para su hemeroteca y la exposición de las primeras máquinas de imprenta que llegaron al país. El ala norte fue ocupada por las salas de exposiciones itinerantes, una cafetería, tiendas, un pequeño auditorio y las salas de restauración. El tercer piso se lo destinó para la biblioteca de literatura ecuatoriana, parte del fondo Leonidas Batallas. Finalmente, en el antiguo Cuartel se dispuso el Museo Alberto Mena Caamaño, más conocido como Museo de Cera.
El edificio tiene 13.000 metros cuadrados de construcción, es de estilo neobarroco y su fachada recuerda a los palacios alemanes del siglos XVII. Se usó piedra en las bases del primer piso, las esquinas y la entrada principal, mientras que el resto del edificio es de hormigón y mampostería de yeso.

### Biblioteca Federico Gonzáles Suárez

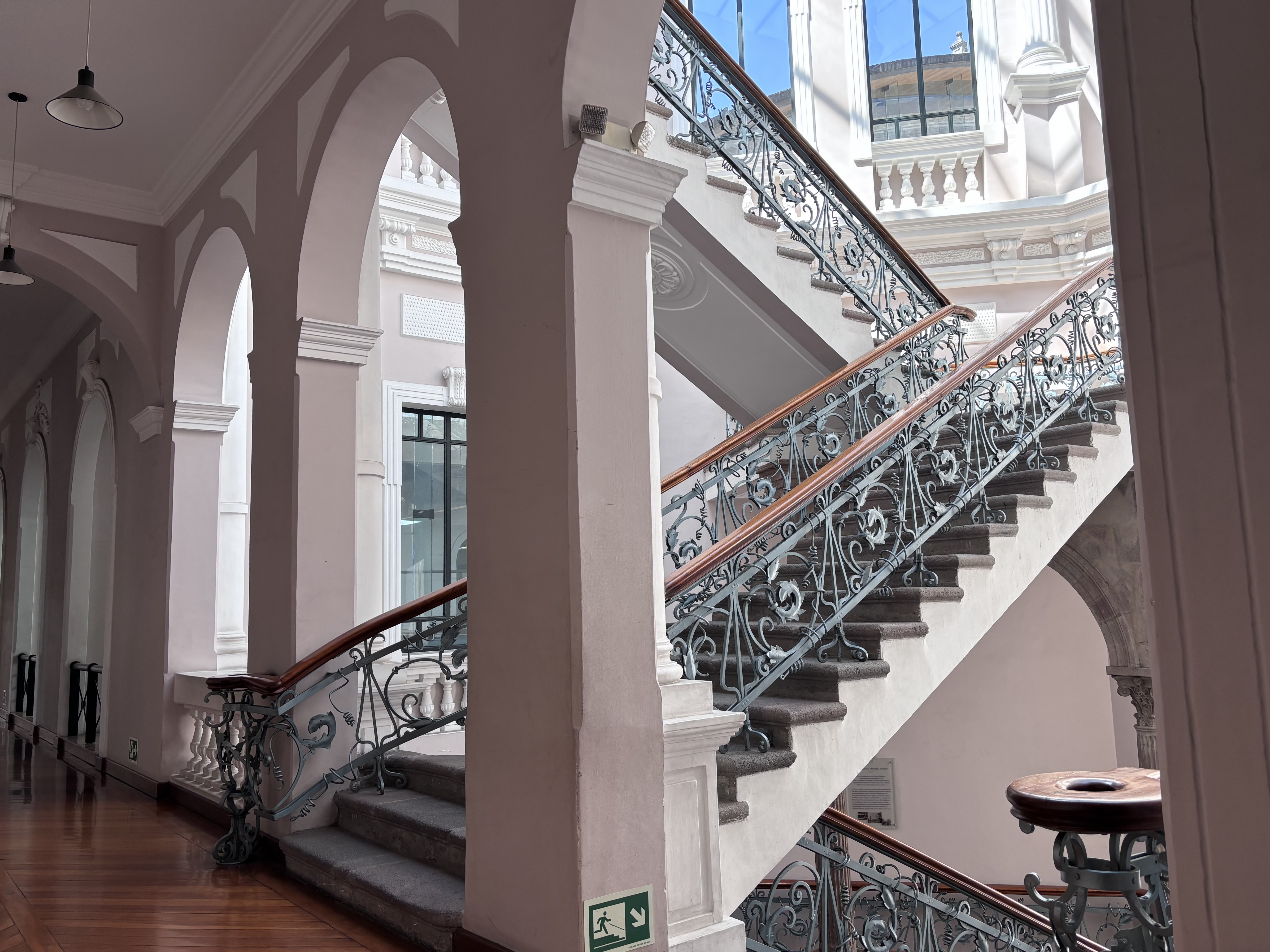
Escaleras de la biblioteca.

Fue inaugurada por motivo del 80.º aniversario del primer grito de independencia, el 9 de agosto de 1880 en una ceremonia a la que asistieron las autoridades municipales, el entonces presidente de la República, Antonio Flores Jijón, y su gabinete ministerial. El fondo bibliográfico comenzó a ser adquirido desde 1886 por impulso del secretario del Consejo Municipal, Leonidas Batallas, y en sus más de cien años de existencia se ha nutrido hasta convertirse en el segundo más importante de la ciudad.

Las áreas de referencia de la biblioteca son:
- Ciencias puras
- Ciencias aplicadas
- Ciencias sociales
- Historia y geografía
- Literatura
- Hemeroteca
- Sala infantil
- Fondo antiguo
- Fondo Quito y arte

La biblioteca Gonzáles Suárez es el centro nuclear de la Red Metropolitana de Bibliotecas, que incluye además a las siguientes:
- Biblioteca de El Ejido, ubicada en el parque El Ejido, y con un fondo de 2401 volúmenes.
- Biblioteca Quito Sur, ubicada al sur de la ciudad, y con un fondo de 1350 volúmenes.
- Biblioteca de Píntag, ubicada en la parroquia rural de Píntag, y con un fondo de 3500 volúmenes.
- Biblioteca Llano Grande, ubicada en la parroquia urbana de Calderón, y con un fondo de 2375 volúmenes.
- Biblioteca CDC Tumbaco, ubicada en la parroquia rural de Tumbaco y con un fondo de 4000 volúmenes.
- Biblioteca CDC de San José, ubicada en la parroquia rural de Conocoto.
- Biblioteca CDC Calderón, ubicada en la parroquia urbana de Calderón, y con un fondo de 3500 volúmenes.
- Biblioteca CDC San Marcos, ubicada en el barrio San Marcos del centro histórico, y con un fondo de 4200 volúmenes.

### Museo Alberto Mena Caamaño

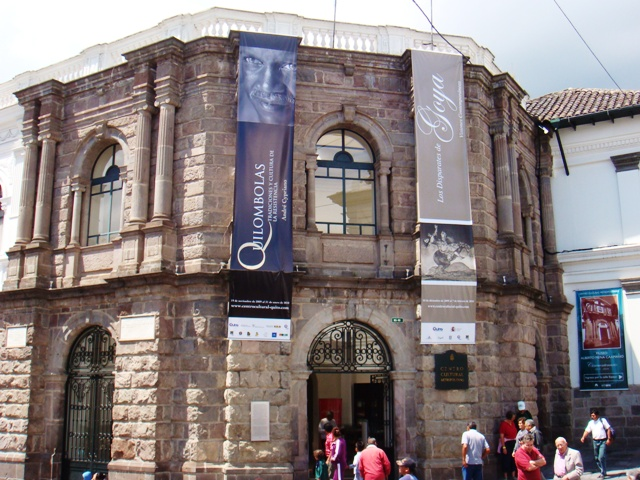
Ingreso al Museo Alberto Mena Caamaño, en el ala norte del edificio.

El museo fue creado mediante ordenanza el 28 de mayo de 1957 a partir del fondo donado al Municipio por Alberto Mena Caamaño, y que incluía más de 600 objetos entre pinturas, esculturas, piezas arqueológicas, armas y misceláneos. Luego de un proceso de restauración de las piezas y adecuación del edificio del antigua Cuartel Real de Lima, el museo abrió sus puertas al público el 3 de noviembre de 1959. En 1970 se integró a la exposición permanente una sala temática sobre la masacre del 2 de agosto de 1810, la escena representada por figuras de cera del artista Francisco Barbieri, está basada en una pintura de César Villacrés titulada "El sacrificio de Quiroga", y que data de inicios del siglo XX. Es a parir de entonces que recibió el nombre popular de Museo de Cera.
En 2002 el museo reabre sus puertas luego de un proceso de restauración profunda de la edificación, sumando este espacio al del vecino Centro Cultural Metropolitano. La oferta museística actual incluye, además de las anteriores, una exposición permanente titulada "De Quito al Ecuador (1736-1830)", cuatro salas de exposición temporal, el auditorio "Hugo Alemán" y varios espacios lúdicos-educativos.

## Centro Cultural Itchimbía

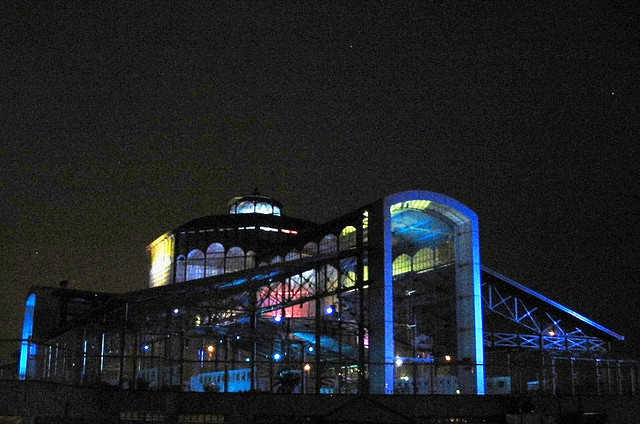
Centro Cultural Itchimbía.

Emplazado en la parroquia de Itchimbía, el centro cultural ocupa las instalaciones del antiguo Mercado de Santa Clara, antes ubicado en la plaza frente al Convento del mismo nombre, cuya estructura fue traídas desde Bélgica hace más de 100 años. Desde su apertura al público, el 31 de julio de 2004, este espacio está destinado principalmente a la realización de exposiciones temáticas y artísticas, y a espectáculos escénico musicales que se realizan en la explanada exterior.

## Casa de Artes La Ronda
Se encuentra ubicada en uno de los inmuebles recuperados del barrio La Ronda, el centro de la vida bohemia quiteña a mediados del siglo XX.
. La edificación, adscrita al Centro Cultural Metropolitano desde su apertura en el año 2007, está destinada a exposiciones de artistas emergentes  y de mediana trayectoria, así como a la oferta de talleres y espectáculos artísticos que son parte de la oferta turística del sector en el que se encuentra.